# Pierpalma da Fermo
Pierpalma da Fermo o Pierpalma di Maestro Ugolino da Milano (...) è un pittore italiano del XV secolo, noto, in volgare, anche come Peropalma o Pieropalma.
Documentato tra il 1453 e il 1495, inizialmente è stato erroneamente identificato con gli inesistenti Pietro Alima e Pierpaolo da Fermo.

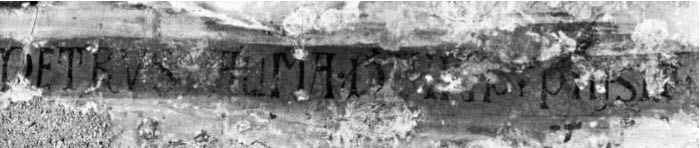
Dettaglio. Firma di Pierpalma da Fermo, Madonna col Bambino in trono tra San Nicola da Tolentino e San Bernardino da Siena, in alto il Redentore benedicente, Chiesa Madonna delle Rose, Torre San Patrizio

Operò in un vasto territorio esteso da Amatrice al Fermano e al Camerinese.

## Biografia
La conoscenza della vita di Pierpalma è legata a scarsi documenti che lo riguardano e alle firme da lui apposte su due opere che, sebbene deteriori, hanno consentito di attribuirgli un notevole corpus di opere nonché di ricostruire i suoi spostamenti.
Un documento del 13 ottobre 1444 attesta che Pierpalma è figlio di un maestro Ugolino da Milano, e fratello di Lorenzo anch'esso pittore.
Interessante, anche se del tutto ancora speculativa, l'ipotesi che il padre di Pierpalma e Lorenzo sia il miniatore Giovanni di Maestro Ugolino da Milano autore del Messale de Firmonibus.
Il 29 dicembre 1453 è documentato un pagamento per delle "quintanelle" (tavolette da soffitto denominate anche cantinelle) dipinte per il Palazzo dei Priori di Fermo.
Nel 1455 si occupava ancora di cantinelle e di cornici. 
Nel 1458 e nel 1463 gli vennero commissionati degli stemmi per la sala delle udienze di nuovo nel Palazzo dei Priori di Fermo.
Nel 1466 firma come Petrus Palma de Firmo una "Madonna col Bambino in trono tra San Nicola da Tolentino e San Bernardino da Siena, in alto il Redentore benedicente" nella chiesa della Madonna delle Rose in Torre San Patrizio, mentre in volgare firmerà come Pierpalmo da Firmo il ciclo di affreschi di Santa Maria in Filetta di Amatrice. Queste due sono le sole opere che ad oggi risultano firmate.
Il 25 agosto 1468 il Consiglio speciale di Fermo accoglie definitivamente la supplica di "Pierpalme magistri Ulini Pictoris" tesa a non vedersi raddoppiata la multa di ben 37 lire per una rissa avvenuta col notaio Ciriaco di Messer Giovanni, nonostante fosse avvenuta in pubblica piazza.
Ancora nel 1470 lo troviamo a versare alle casse comunali un'altra somma probabilmente riconducibile a una nuova multa.
Nel periodo che va dal 1472 al 1473, in compagnia del fratello Lorenzo, lo ritroviamo impegnato nella decorazione del Palazzo dei Priori di Fermo.
Doveva riscuotere un certo successo se, nel 1473, su committenza del cardinal Latino di Carlo Orsini abate commendatario dell'Abbazia di Chiaravalle di Fiastra, gli viene affidata la decorazione di alcune cappelle dell'abbazia.
Operò anche a Loro Piceno, nella chiesa di Santa Maria di Piazza, prima proprietà dell'abbazia di Farfa, poi passata all'Abbazia di Chiaravalle di Fiastra.

## Stile e Influenza
La sua pittura riflette una via “umbratile” alla modernità, legata al tardo gotico con marcati accenti espressionisti, in dialogo con opere di artisti come Nicola di Ulisse da Siena e Andrea De Litio. Il suo stile è caratterizzato da una resa espressiva e popolare delle figure, l'uso di colori vivaci e una forte componente narrativa. I suoi lavori mostrano una continuità con la tradizione gotica, pur accogliendo alcune istanze della nuova sensibilità rinascimentale.

## L'analisi delle due opere firmate e la riscoperta di Pierpalma da Fermo

### Madonna delle Rose di Torre San Patrizio

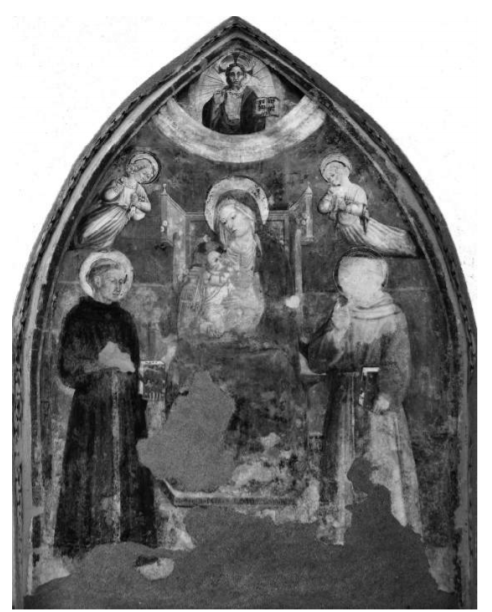
Pierpalma da Fermo, Affresco, Santuario Madonna delle Rose, Torre San Patrizio

Nella chiesa della Madonna delle Rose di Torre San Patrizio è presente un pregevole affresco di "Madonna col Bambino in trono tra San Nicola da Tolentino e San Bernardino da Siena, in alto il Redentore benedicente" detta "Madonna delle Rose".
L'opera nel 1934 venne attribuita inizialmente da Luigi Serra al maestro crivellesco Pietro Alamanno basandosi su un'erronea lettura della firma posta alla base del trono della Vergine.
Il Serra scrive: «Il dipinto occupa la superficie di una nicchia a sesto acuto e rappresenta sopra un fondo unito la Madonna seduta in trono, intenta a dar latte al Bambino ch'Ella sostiene sul braccio destro, mentre due santi monaci, quello a destra con pisside e un volume, l'altro con un volume soltanto, stanno ai lati, in piedi: due angeli in atto di gettar rose si librano in alto, e al sommo, entro una specie di lunetta mistilinea determinata dall'arcobaleno incurvato al di sotto della cuspide del riquadro, domina il Redentore mostrando con la sinistra un libro aperto e benedicendo con la destra».
L'attribuzione venne poi smentita nel 1951. 
Nel 1985 don Giuseppe Crocetti infine vi lesse il nome Pietro Alima attribuendogli origine albanese e correlandolo a un anonimo pittore albanese che nel 1461 avrebbe ricevuto la commissione di dipingere una cappella in San Domenico a Ripatransone e a un tal Pietro albanese autore di un affresco mariano a Fermo nel luogo d’una presunta apparizione (San Giacomo della Marca si scagliò contro la presunta apparizione nel 1473). 
Intorno a Pietro Alima e a questo iniziale affresco venne coagulato un denso corpus di opere, finché Matteo Mazzalupi nel 2011 con una più corretta rilettura della firma ha portato a ricostruirla in “1466 PETRUS[-]ALMA D(e) FIRMO PINSIT”.

### Affreschi della Chiesa di Santa Maria dell'Ascensione o Filetta di Amatrice

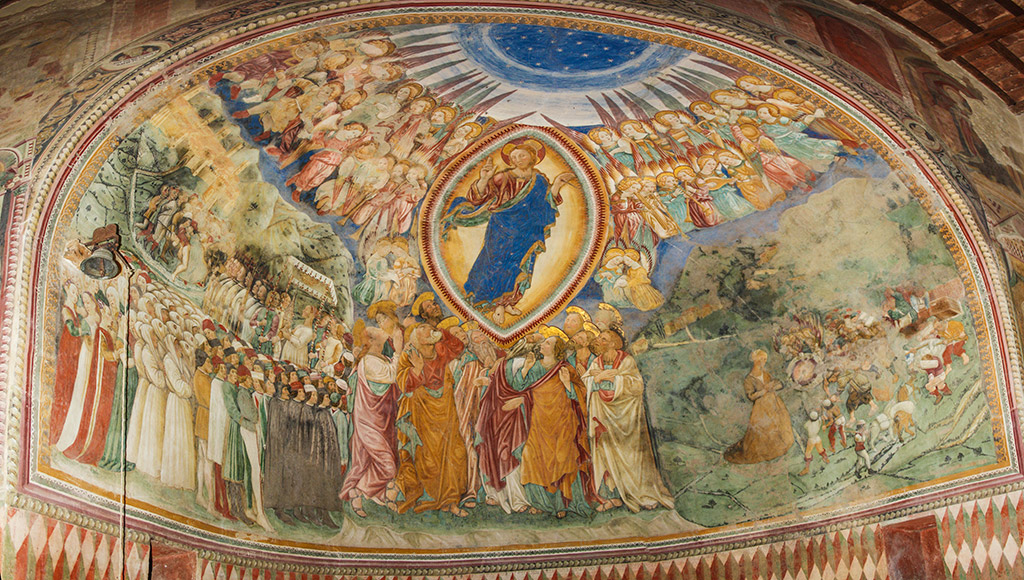
Pierpalma da Fermo, Abside affrescato, santuario Madonna della Filetta, Amatrice

A Filetta una lunga iscrizione, tracciata a secco, corre sotto alle pitture absidali sovrapposta a un parato di finti prismi che fa da zoccolo a tutta la parete. Cesare Verani nel 1955 pubblicava un articolo che interpretava così tale scritta: […] lo quale fo costruto dallo comm(u)n(e) dil’Amatrice, fo penta la sop(ra)dicta cappella p(er) le mano mei Pier Paullo da Firmo appetitio(n)e d(e) l’om(e)n(i) dell’Amatrice alli anni MCCCC[…]XX[…] addì […]XIIII dilo mese de majo […]. 
Anche di questa scritta Matteo Mazzalupi recentemente ha dato una rilettura con una minima ma decisiva correzione alla lettura proposta in precedenza dal Verani. Tale rilettura propone non «Pierpaullo», ma «Pierpal[-]o», con una lacuna della larghezza di una sola lettera.
L'analisi dei documenti storici presenti nell'archivio storico di Fermo ha consentito di ricondurre alla figura storica di Pierpalma l'identità sia di Pietro Alima che di Pier Paullo da Firmo.

### Affresco Madonna delle nevi nella Chiesa di Sant'Isidoro
Presso la Chiesa di Sant'Isidoro di Monte Urano era collocato l'affresco della Madonna delle Nevi della seconda metà del 1400 attribuito proprio a Pierpalma da Fermo, in seguito trasferito presso la sala consiliare del Comune di Monte Urano per via delle condizioni pericolanti della chiesa.

## Opere
- Sposalizio mistico di Santa Caterina d’Alessandria, Chiesa di San Giovanni, Monterubbiano (1462)[14].
- San Giovanni Battista e un Santo vescovo, Chiesa di San Giovanni, Monterubbiano (1462)[14].
- Sant’Antonio abate, Chiesa di San Giovanni, Monterubbiano (1462)[14].
- Madonna col Bambino, Chiesa di San Giovanni, Monterubbiano (1462)[14].
- San Luca, Chiesa di San Giovanni, Monterubbiano (1462)[15].
- Madonna col Bambino in trono tra San Nicola da Tolentino e San Bernardino da Siena, in alto il Redentore benedicente, Chiesa della Madonna delle rose, Torre San Patrizio, (1466)[16].
- Crocifissione al centro, San Benedetto a sinistra e San Bernardo a destra, quest’ultimo affiancato dal ritratto del committente inginocchiato, il cardinale Latino di Carlo Orsini, Abbazia di Chiaravalle di Fiastra, Tolentino, (1473)[17].
- Affreschi della cappella di San Benedetto, Abbazia di Chiaravalle di Fiastra, Tolentino, (1473)[17].
- Affreschi della cappella di San Bernardo, Abbazia di Chiaravalle di Fiastra, Tolentino, (1473)[17].
- Madonna che allatta il Bambino, Oratorio di Santa Monica, Fermo, (1474)[18].
- Madonna che allatta il Bambino, Galleria Nazionale delle Marche, Urbino, (precedentemente chiesetta di Santa Maria della Strada, Corridonia), (1476)[19].
- Ascensione, Chiesa di Santa Maria dell’Ascensione o Filetta, Filetta (Amatrice), (1480).
- San Leonardo, Chiesa di Santa Maria dell’Ascensione o Filetta, Filetta (Amatrice), (1480).
- Arma Christi, Chiesa di Santa Maria dell’Ascensione o Filetta, Filetta (Amatrice), (1480).
- Santi Giacomo maggiore e Tommaso, chiesa di San Marco, Ponzano di Fermo (1488)[20].
- San Sebastiano e altro santo, chiesa di San Marco, Ponzano di Fermo (1488)[20].
- Crocefissione, chiesa di San Marco, Ponzano di Fermo (1488)[20].
- Madonna che allatta il Bambino tra i Santi Antonio abate, Agostino e Antonio da Padova, chiesa di Sant’Agostino, Fermo (1495)[21].
- Madonna col Bambino tra San Pietro e San Paolo, Configno (Amatrice)[22].
- Madonna che allatta il Bambino, Chiesa di Santa Maria di Piazza, Loro Piceno[23].
- Madonna di Loreto, Chiesa di Santa Maria di Piazza, Loro Piceno[23].
- Madonna che allatta il Bambino, Chiesa di Santa Maria di Piazza, Loro Piceno[23].
- San Francesco, Chiesa di Santa Maria di Piazza, Loro Piceno[23].
- Sant’Antonio da Padova, Chiesa di Santa Maria di Piazza, Loro Piceno[23].
- Madonna della Misericordia, Chiesa di Sant’Isidoro (già Santa Maria della Neve o della Misericordia), Monte Urano[24].
- Madonna della Misericordia, chiesa della Madonna delle Grazie, Petriolo.
- Madonna col Bambino e San Sebastiano, santuario della Madonna di Carpineto, Pieve Torina[25].
- Madonna col Bambino e due angeli, pieve di Santa Maria Assunta, Pian di Pieca (San Ginesio)[26].
- Madonna che allatta il Bambino con due angeli, Pinacoteca civica, (precedentemente presso la chiesa della Madonna della Neve o delle Scalette), San Ginesio[27],
- Santa Caterina d’Alessandria, abbazia di Santa Maria e San Biagio, Piobbico (Sarnano)[28].
- Madonna delle nevi, Chiesa di S. Isidoro, Monte Urano[29]